# Partido Regional da Alsácia-Lorena
O Partido Regional da Alsácia-Lorena ( em alemão:  Elsaß-Lothringische Landespartei  ) era um partido político católico na província imperial da Alsácia-Lorena, Alemanha no início dos anos 1900. O partido foi fundado em março de 1903.  Foi a primeira organização política católica da Alsácia-Lorena. Léon Vonderscheer, um advogado de profissão, era o presidente do partido,  enquanto Hauss era o secretário do partido.
O partido foi fundado em reação aos avanços do SPD na Alsácia-Lorena. No entanto, após a formação do partido regional ( Landespartei ), diferentes facções liberais se reagruparam para formar um partido político próprio para enfrentar os Landespartei.
O partido conquistou sete das onze cadeiras da Alsácia-Lorena nas eleições de 1903 no Reichstag. Em Colmar, foi eleito Preiss do Landespartei, derrotando o líder do Partido Popular Blumentahl. Blumentahl, no entanto, também contestou o círculo eleitoral de Estrasburgo, onde derrotou o candidato de Landespartei, Hauss (o secretário do partido).
No Alto Reno, o partido foi apoiado pelo jornal Elsäßer Kurier, enquanto no Baixo Reno foi apoiado por Unterländer-Kurier.

Em dezembro de 1905, Léon Vonderscheer ingressou no grupo Reichstag do Partido Central, sendo o primeiro político católico da Alsácia a fazê-lo. Em 1906, o partido se fundiu ao Partido Central, tornando-se sua filial na Alsácia-Lorena. O partido, no entanto, manteve um certo grau de independência em relação ao Partido Central alemão. Por exemplo, seus deputados do Reichtag não se uniram à facção do Partido do Centro em bloco.